# Mohammed al-Khojali
Mohammed al-Khojali (né le 15 janvier 1973) est un footballeur saoudien.